# Фангорн
Фа́нгорн (англ. Fangorn, з синдарину «Деревоборід») — у легендаріумі Дж. Р. Р. Толкіна ліс, розташований на південно-східних відрогах Гітаеглір (Імлистих гір) біля північно-західних земель Рогану.
З лісу витікають притоки Андуїна річки Лімлайт (Світлима) та Ентова Купіль. На захід від Фангорна розташована фортеця Ізенгард, де мешкав Саруман.
Ліс Фангорн являє собою залишок великого лісу, що колись починався на місці Ширу і простягався через край Енедвайт та Імлисті гори. Більшість його дерев вирубали як корабелебудівельний матеріал та дрова нуменорці, що в Другу Епоху будували в Середзем'ї свої колонії, а вцілілі згоріли під час війни Саурона з ельфійськими королівствами Ерегіон та Ліндон.
У Третю Епоху Фангорн став прихистком онодрімів (ентів), або пастирів дерев. Також у ньому мешкали гворни, або гуорни, — споріднені з ентами деревоподібні істоти. Свою назву ліс отримав від синдарського найменування головного ента Деревоборода, або Древлена. Рогірими називали ліс Ентвуд, хоч до лютого 3019 року Третьої Епохи енти були для мешканців Рогану дитячою казкою. Самі енти називали Фангорн Тауреліломеа тумбалеморна тумбалетауреа Ломеалор, що приблизно означає « У глибоких долинах лісу лежить чорна тінь».
Напередодні та на початковому етапі Війни Персня саруманові орки рубали дерева на околицях лісу заради забави та за наказом господаря, котрий постійно палив чаклунські вогнища в Ізенгарді.
Під час бою рогіримів з орками Углука та Грішнака полоненим членам Братства Персня гобітам Меріадоку Брендібаку та Перегріну Туку вдалось втекти й сховатися в Фангорні, де їх знайшов Древлен.
Обурені знищенням дерев енти та гворни пішли війною на Сарумана, знищили рештки вцілілих під час битви при Гельмовому яру орків та зруйнували Ізенгард.
Після війни Фангорн знов розрісся, от тільки чисельність ентів не збільшилася, бо їх жінки загубилися в час Війни Останнього союзу наприкінці Другої Епохи.
Ймовірним прототипом лісу Фангорн, а також Старого Пралісу, Морок-лісу та Лоріену є ліс Пазлвуд у графстві Глостершир (Англія).